# Parti socialiste autonome du Sud du Jura
Die Parti socialiste autonome du Sud du Jura (PSA-SJ, in den Medien meist kurz PSA) ist eine separatistische politische Gruppierung im Berner Jura. Sie ist der Sozialdemokratischen Partei des Kantons Jura als Sektion angeschlossen und bildet neben der der Berner SP als Sektion angeschlossenen berntreuen Parti Socialiste du Jura bernois (PSJB) eine der beiden im Berner Jura aktiven Sektionen der SP.
Präsident ist Maxime Zuber, der vormalige Gemeindepräsident von Moutier. Jean-Pierre Aellen, der Gemeindepräsident von Tavannes und Präsident des Conseil du Jura bernois, gehört ebenfalls der PSA an.
Die PSA wurde 1976 gegründet. Seit den 1980er-Jahren ist sie mit auf eigenen Listen gewählten Kandierenden im Grossen Rat des Kantons Bern vertreten, in der Amtszeit 2014–2018 stellte sie drei Sitze (von 12, die für den Berner Jura reserviert sind), in der Amtszeit 2018–2022. Im 24 Sitze umfassenden Conseil du Jura bernois stellt sie vier Abgeordnete. Zwischen 1979 und 1983 hielt sie ausserdem mit Jean-Claude Crevoisier einen Sitz im Nationalrat.
Nachdem sich Moutier 2021 definitiv für den Anschluss an den Kanton Jura ausgesprochen hatten, teilte sich die PSA-SJ, wobei nur die Sektion aus Moutier noch den bisherigen Namen trägt (bis die Fusion vollzogen ist) während die PSA-Mitglieder aus dem restlichen Berner Jura eine neue Formation mit dem Namen Ensemble socialiste, die sich weniger auf die Jurafrage konzentrieren will und anstelle eines Kantonswechsel nur eine stärkere Berücksichtigung der jurassischen Interessen innerhalb des Kantons fordert.